# Тамшибаева, Злиха Жанболатовна
Злиха Жанболатовна Тамшибаева (5 октября 1936 — 12 ноября 2010) — директор совхоза «Енбекши» Коксуского района Алматинской области (1971—2006), Герой Социалистического Труда. заслуженный работник сельского хозяйства Казахской ССР.

## Биография
В 9 лет лишилась матери. Росла с отцом.
В 1954 г. окончила Когалинскую среднюю школу. Ещё будучи выпускницей создала молодежную молочно-товарную ферму, через три года стала бригадиром, заведующей молочно-товарной фермой колхоза им. Ч.Валиханова.
В 1963—1969 гг. — председатель Шанханайского сельского Совета народных депутатов Гвардейского района.
В 1969—1970 гг. — заместитель председателя исполкома Кировского районного Совета народных депутатов.
В 1970—1971 гг. — секретарь партийной организации совхоза «Енбекши»,
в 1971—2006 гг. — директор совхоза «Енбекши». Под её руководством одно из самых проблемных сельскохозяйственных предприятий республики уже в конце года оказалось в числе лучших, получив рекордный урожай сахарный свеклы. Этот результат был отмечен званием Героя Социалистического Труда.
Избиралась депутатом Верховного Совета, заместителем председателя Президиума Верховного Совета Казахской ССР.
Скончалась 12 ноября 2010 года, похоронена в селе Амангельды Коксуского района.

## Награды и звания
- заслуженный работник сельского хозяйства Казахской ССР
- 1981 — Герой Социалистического Труда и Орден Ленина
- Кавалер двух Орден Ленина, Орден Октябрьской Революции и Орден Трудового Красного Знамени
- 1996 — Орден Курмет
- 2005 — Орден Парасат
- Почетный гражданин Алматинской области.
- медали
- В честь Зылихи Тамшыбаевой к 20-летию г. Астаны названа одна из улиц нового микрорайона г. Талдыкорган